# Cryptoblepharus metallicus
Cryptoblepharus metallicus (металічний змієокий сцинк) — вид сцинкоподібних ящірок родини сцинкових (Scincidae). Ендемік Австралії.

## Поширення і екологія
Металічні змієокі сцинки мешкають на півночі Австралії, від регіону Кімберлі в Західній Австралії через північ Північної Території до північного, центрального і східного Квінсленду. Вони живуть в сухих тропічних лісах та поблизу людських поселень. Ведуть деревний спосіб життя.